# RivaTuner
리바튜너(RivaTuner)는 1997년 알렉세이 니콜레이촉(Alexey Nicolaychuk)이 엔비디아 비디오 카드용으로 처음 개발한 프리웨어 오버클럭킹 및 하드웨어 모니터링 프로그램이다.이 애플리케이션은 후속 프리웨어 그래픽 카드 오버클럭킹 및 모니터링 유틸리티 설계에 영향을 미쳤고, 어떤 경우에는 이에 통합되기도 했다.Riva TNT부터 GeForce 700 시리즈까지 엔비디아 GPU를 지원하며, 라데온 8500 이상부터 ATI 및 AMD 라데온 시리즈 비디오 카드를 제한적으로 지원한다.
지원되는 GPU 사용자에게 있어서, 오버클럭에 가장 많이 사용되는 소프트웨어 도구 중 하나다. 사용자가 그래픽 인터페이스를 통해 드라이버 수준의 Direct3D 및 OpenGL 조정을 수행할 수 있으며, 낮은 수준의 하드웨어 모니터링도 가능하다. 디토네이터(Detonator) 2.08 버전부터 2009년 출시된 포스웨어 버전까지 엔비디아 드라이버를 지원했다. 윈도우 2000, 윈도우 서버 2003 x32, 윈도우 XP, 윈도우 비스타, 윈도우 7, 윈도우 8, 윈도우 10, 윈도우 11을 지원하며, 윈도우 98, 98 SE 및 ME와 함께 실행은 가능하지만 공식적인 지원은 없다.
리바튜너는 2009년에 마지막으로 업데이트되었다. 이후 컴퓨터 하드웨어 공급업체로부터 라이선스를 받았고, MSI 애프터버너, EVGA Precision X(버전 16 이전), ASUS GPU Tweak 등 다양한 오버클럭 유틸리티에 통합되었다. 2014년 EVGA는 알렉세이와의 계약을 해지했고, 이후 사내 디자인이라고 주장한 리바튜너의 클론을 출시한 후 소스코드 도용에 가담한 것으로 드러났다. 결과적인 커뮤니티 반응으로 EVGA는 오버클럭 도구를 재설계했다.
리바튜너 통계 서버, 줄여서 RTSS는 처음에는 리바튜너와 호환되는 소프트웨어였지만, 이후 비디오 캡처 및 프레임 제한을 지원하는 프레임 속도 및 하드웨어 모니터로 발전했다. 리바튜너와 달리 RTSS는 지속적으로 업데이트를 받고 있으며, 2017년 이후 최신 그래픽 카드 및 API에 대한 성능 모니터링을 지원하고 있다. RTSS는 MSI 애프터버너와 함께 번들로 제공되지만, MSI 애프터버너를 설치했으면 RTSS를 설치할 필요가 없다.러시아의 우크라이나 침공과 관련 경제 제재로 인해, MSI는 2022년부터 개발사에 대한 라이선스 지급을 중단했다. 하지만 애프터버너의 핵심으로 RTSS를 계속 사용할 계획이라고 밝혔다.

## 특징
- 멀티모니터 지원.
- 빌트-인(Built-in) 레지스트리 에디터
- 오버클럭 툴
- NVIDIA 및 ATI 테크놀로지의 하드웨어 모니터링 모듈을 지원
- 시스템 팬 제어
- 로지텍 G15 LCD 패널 지원

## 같이 보기
- 오버클럭
- 유틸리티 프로그램